# Dominique Minot
 (août 2025).
Si vous disposez d'ouvrages ou d'articles de référence ou si vous connaissez des sites web de qualité traitant du thème abordé ici, merci de compléter l'article en donnant les références utiles à sa vérifiabilité et en les liant à la section « Notes et références ».
Dominique Minot est une comédienne, metteur en scène et professeur d'art dramatique française. Bilingue français-anglais, elle est surtout connue comme l'amie d'Audrey Hepburn  dans le film Charade de Stanley Donen, dont le fils Jean-Louis permet de résoudre l'énigme.
Elle a enseigné à l'École supérieure d'art dramatique de Paris, aux Studios Alice Dona et aussi tenu son propre cours d'art dramatique.
Elle est aussi la traductrice de Le Travail à l'Actors Studio de Lee Strasberg en langue française (1969).

## Filmographie

### Cinéma
- 1963 : Charade : Sylvie Gaudet
- 1975 : Thomas : la femme de Pierre

### Télévision
- 1969 : Allô Police : Jeanne (épisode Au diable la malice)
- 1971 : Le Voyageur des siècles : Madame Bressieux
- 1973 : Les Mohicans de Paris : la dame

## Théâtre
- 1962 : Ruy Blas de Victor Hugo, mise en scène Jean Marchat : Casilda
- 1964 : P.S. I Love You, comédie de Lawrence Roman, Wilbur Theatre de Boston et Henry Miller's Theatre de Broadway : Germaine Noyelle[1]
- 1969 : L'Aiglon d'Edmond Rostand, mise en scène Jacques Sereys : Fanny Elssler